# Собор Святого Стефана (Пассау)
Собор Святого Стефана (нім. Dom St. Stephan) — кафедральний собор в місті Пассау.
Собор був побудований в стилі бароко в 1668-1693 рр.. Відомо, що на цьому місці з VIII століття розташовувалося кілька церков, остання з яких була в 1662 році знищена пожежею. У соборі на східної стороні від колишньої будівлі збереглися готичні деталі.
У соборі знаходиться найбільший соборний орган у світі, що має 233 регістри та 17 794 труби. До кінця 90-х років минулого століття це був найбільший церковний орган у світі. Зараз найбільший церковний орган знаходиться в церкві First Congregational Church в Лос-Анжелесі); він має 265 регістрів та 20 000 труб. .

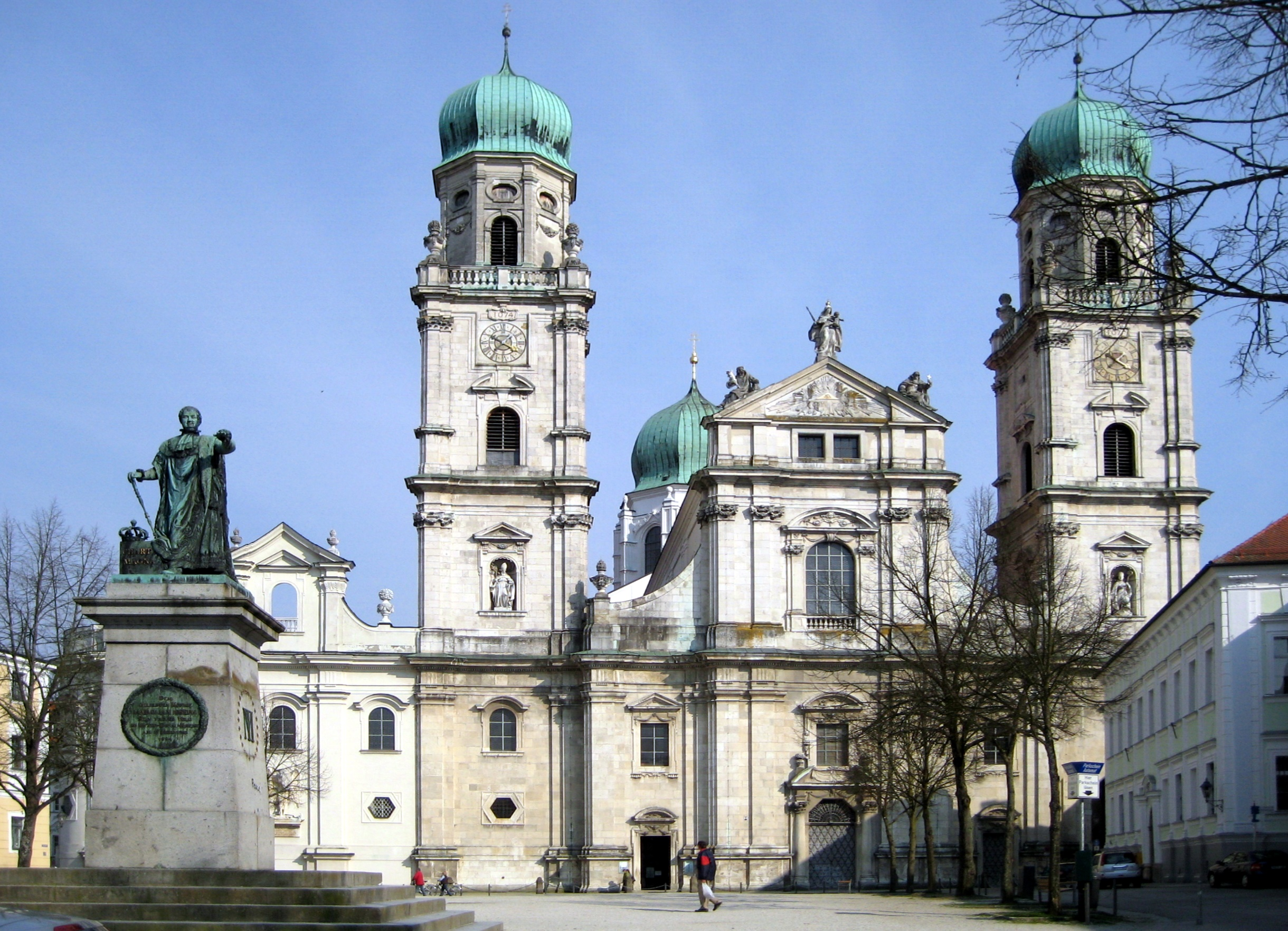
Вигляд спереду
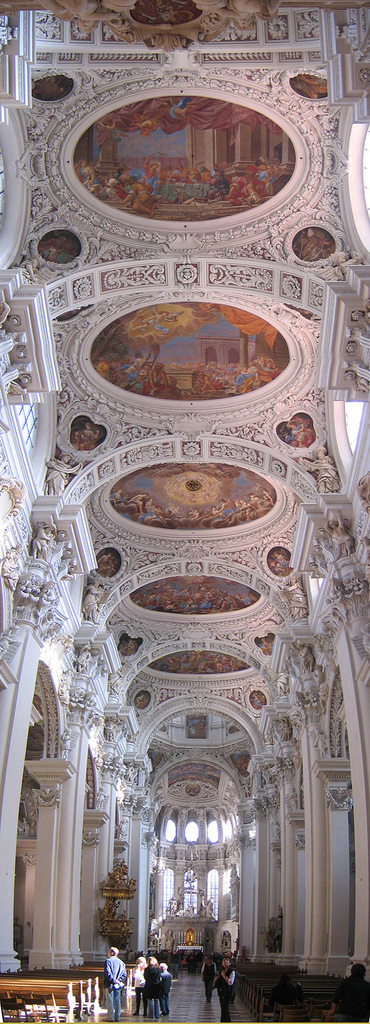
Вівтар і розписи
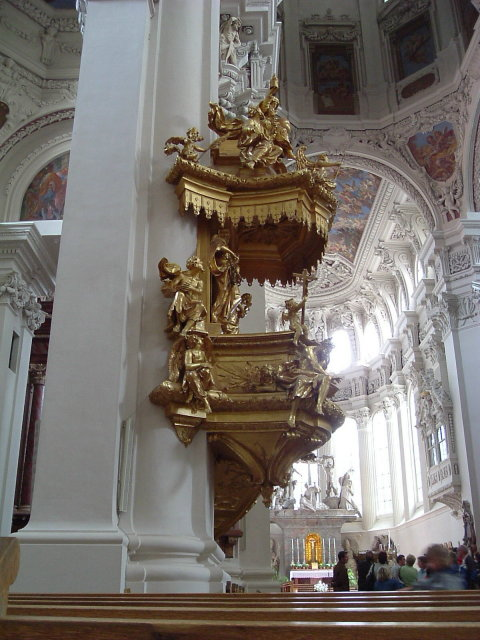
Кафедра
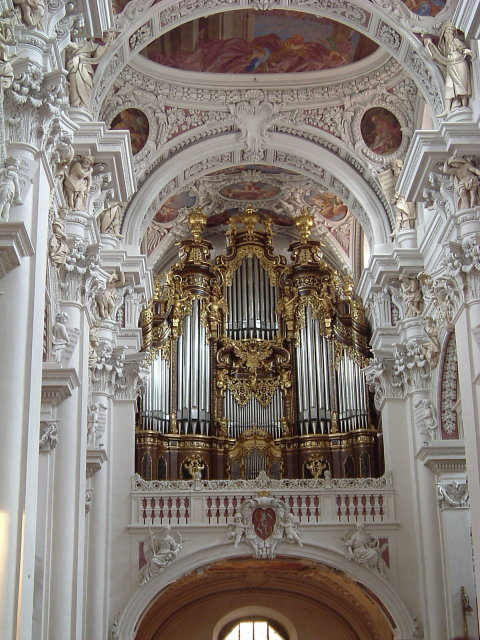
Орган
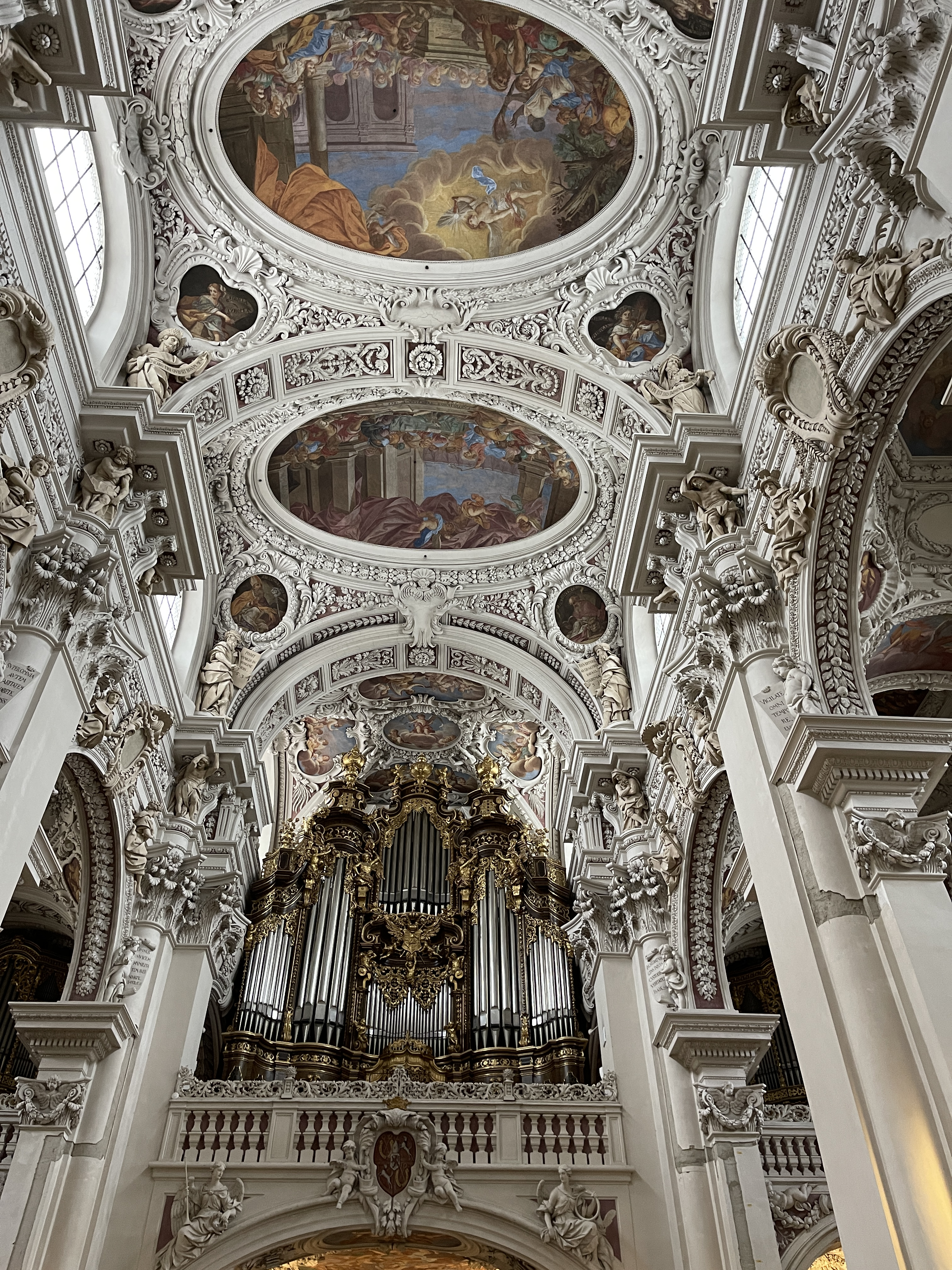
Орган